# جزبل سرخ‌بال
جزبل سرخ‌بال (نام علمی: Delias pasithoe) گونه‌ای پروانه است که در تیره کاهی‌بالان و سرده هاشوربالان قرار دارد.

## ظاهر
- رنگ: مشکی، زرد و سرخ
- جثه: میانه

## زیستگاه
- نپال
- سیکیم
- آسام
- میانمار
- هند